# Isaac Barrow
Isaac Barrow (n. octombrie 1630 - d. 4 mai 1677) a fost matematician, filolog și teolog englez, celebru mai ales pentru contribuțiile în matematică în dezvoltarea calculului modern (calculul diferențial și integral - pe acea vreme domenii noi ale matematicii). Isaac Newton i-a fost student.

## Biografie
- 1630: se naște la Londra
- urmează școlile din Charterhouse, apoi din Felstead
- 1648: absolvent al Universității Trinity College din Cambridge
- 1649: ocupă catedra de profesor universitar
- 1655: demis din funcție; fiind persecutat de Independenți
- este exilat și călătorește prin Franța, Italia, Constantinopol
- 1659: revine în Anglia
- 1660: este numit profesor de filologie greacă la Cambridge
- 1662: numit profesor de geometrie la universitatea din Gresham
- 1663: profesor la Cambridge
- 1669: își dă demisia în favoarea lui Isaac Newton, fostul său student
- 1672: devine Master la "Trinity College"

## Opera
Barrow a fost precursorul lui Newton și Leibnitz în elaborarea bazelor calculului infinitezimal.
S-a ocupat de așa-numita problemă inversă a tangentelor.
De asemenea, este primul care a introdus noțiunea de coeficient unghiular.
Mai mult, a demonstrat că, în fond, curbele geometrice sunt curbe cinematice.
Dar cea mai de seamă contribuție a sa constă în noua sa metodă de determinare a ariilor și tangentelor curbelor.
Barrow aplică metoda la curbele:
1. x² (x²+y²) = r²y²;
2. x³+y³ = r³;
3. x³+y³ = rxy, numită galanda
4. y = (r-x) tan πx/2r, cvadratricea
5. y = r tan πx/2r.

În geometria triunghiului i se atribuie inegalitatea lui Barrow.
Barrow s-a ocupat și de problema lui Alhazen, de dezvoltare a funcțiilor în serii infinite, de problema rezolvării ecuațiilor de gradul al III-lea pe cale grafică.
În domeniul fizicii, s-a ocupat de probleme legate de reflexia și refracția luminii, de studiul letilelor și a reconsiderat explicația carteziană a curcubeului.
Cea mai importantă scriere a sa este: Lectiones opticae et geometricae... (1669), în care a rezolvat geometric problema teoretică a formării imaginilor în lunetă etc.
De asemenea, Isaac Barrow a fost un bun traducător al lucrărilor de geometrie din antichitate.
1. 1 2 3 4 5 6 7 8  MacTutor History of Mathematics archive
2. 1 2  Барроу Исаак, Marea Enciclopedie Sovietică (1969–1978)[*]
3. ↑  IeL / Barro, Isaak[*] Verificați valoarea |titlelink= (ajutor)
4. ↑  MacTutor History of Mathematics archive, accesat în 22 august 2017
5. ↑  Isaac Barrow, Brockhaus Enzyklopädie
6. ↑  Isaac Barrow, Gran Enciclopèdia Catalana
7. ↑  Find a Grave
8. ↑  Autoritatea BnF, accesat în 10 octombrie 2015